# Team Polti VisitMalta/Saison 2025
Dieser Artikel beschreibt die Mannschaft und die Siege des Radsportteams Polti VisitMalta in der Saison 2025.

## Mannschaft
| Teamkader 2025          | Teamkader 2025    | Teamkader 2025 | Teamkader 2025                             |
| Name                    | Geburtsdatum      | Land           | Vorheriges Team                            |
| ----------------------- | ----------------- | -------------- | ------------------------------------------ |
| Davide Bais             | 2. April 1998     | Italien        | Cycling Team Friuli ASD (2020)             |
| Mattia Bais             | 19. Oktober 1996  | Italien        | Drone Hopper-Androni Giocattoli (2022)     |
| Aidan Buttigieg         | 18. Juli 1997     | Malta          | St George Continental Cycling Team (2024)  |
| Ludovico Crescioli      | 20. Oktober 2003  | Italien        | Team Technipes #inEmiliaRomagna (2024)     |
| Davide De Cassan        | 4. Januar 2002    | Italien        | Cycling Team Friuli ASD (2023)             |
| Pablo García Frances    | 16. Januar 2001   | Spanien        | Polti Kometa U23 (2024)                    |
| Germán Darío Gómez      | 8. März 2001      | Kolumbien      | GW Shimano-Sidermec (2023)                 |
| Giovanni Lonardi        | 9. November 1996  | Italien        | Bardiani CSF Faizanè (2021)                |
| Mirco Maestri           | 26. Oktober 1991  | Italien        | Bardiani CSF Faizanè (2021)                |
| Alex Martin             | 25. Januar 2000   | Spanien        | Kometa U23 (2021)                          |
| Francisco Muñoz Llana   | 24. Juni 2001     | Spanien        | EOLO-Kometa U23 (2023)                     |
| Manuel Peñalver         | 10. Dezember 1998 | Spanien        | Burgos-BH (2023)                           |
| Andrea Pietrobon        | 11. März 1999     | Italien        | EOLO-Kometa U23 (2022)                     |
| Davide Piganzoli        | 8. Juli 2002      | Italien        | EOLO-Kometa U23 (2022)                     |
| Gabriele Raccagni       | 5. Februar 2003   | Italien        | Polti Kometa U23 (2024)                    |
| Javier Serrano          | 17. April 2001    | Spanien        | EOLO-Kometa U23 (2022)                     |
| Diego Sevilla           | 4. März 1996      | Spanien        | Polartec-Fundación Alberto Contador (2017) |
| Fernando Tercero        | 28. Dezember 2001 | Spanien        | EOLO-Kometa U23 (2022)                     |
| Alessandro Tonelli      | 29. Mai 1992      | Italien        | VF Group-Bardiani CSF-Faizanè (2024)       |
| Samuele Zoccarato       | 9. Januar 1998    | Italien        | VF Group-Bardiani CSF-Faizanè (2024)       |
|                         |                   |                |                                            |
| Quelle: ProCyclingStats |                   |                |                                            |

## Siege
| Siege | Siege  | Siege | Siege  | Siege  | Siege |
| Datum | Rennen | Staat | Klasse | Sieger |       |
| ----- | ------ | ----- | ------ | ------ | ----- |

## UCI-Weltranglisten-Platzierungen
| UCI-Ranking | UCI-Ranking | UCI-Ranking | UCI-Ranking |
| Fahrer      | Fahrer      | Land        | Punkte      |
| ----------- | ----------- | ----------- | ----------- |